# ストレンジ・ウェイ・オブ・ライフ
『ストレンジ・ウェイ・オブ・ライフ』（スペイン語: Extraña forma de vida）は、ペドロ・アルモドバル監督・脚本による2023年のスペインの西部劇ドラマ・短編映画である。イーサン・ホークとペドロ・パスカルが25年ぶりに再会するガンマンを演じる。アルモドバルにとっては『ヒューマン・ボイス』（2020年）以来となる英語作品である。
2023年5月17日に第76回カンヌ国際映画祭でプレミア上映された。スペインでは2023年5月26日よりBチーム・ピクチャーズ配給で劇場公開された。

## キャスト
- ジェイク保安官 - イーサン・ホーク[1]
  - 若年期のジェイク - ジェイソン・フェルナンデス（スペイン語版）[1]
- シルヴァ - ペドロ・パスカル[1]
  - 若年期のシルヴァ - ジョゼ・コンデサ（ポルトガル語版）[1]
- 大工 - ペドロ・カサブランク（英語版）[1]
- 歌手 - マヌ・リオス（英語版）[1]
- ジョー - ジョージ・ステイン[1]
- コンチータ - サラ・サラモ（英語版）[1]
- カリクスタ - オイハナ・クエト[1]
- パトリシア - ダニエラ・メディナ[1]

## 製作
2022年6月、イーサン・ホークとペドロ・パスカルがペドロ・アルモドバルの短編映画に出演することが発表された。アルモドバルが率いるエル・デセオがイヴ・サンローランと共同で製作し、サンローランのヘッドデザイナーのAアンソニー・ヴァカレロがアソシエイト・プロデューサーと衣裳デザイナーを務めた。アルモドバルは撮影監督のホセ・ルイス・アルカイネと作曲家のアルベルト・イグレシアスといった以前の共同作業者と協力し、またテレサ・フォントが編集を担当した。タイトルはアマリア・ロドリゲスによる1960年代のファド曲にちなんでいる。
デュア・リパのポッドキャスト『At Your Service』に出演したアルモドバルはこの映画を「2人の男がいて、彼らが愛し合っていると言う意味ではクィアな西部劇だ。西部劇は男性のジャンルだから、深い意味での男性性について描いている。この映画について言えることは、西部劇の要素がたくさんあるということだ。ガンマンがいて、牧場があって、保安官もいるが、ほとんどの西部劇にないものはこれまでの西部劇で2人の男の間で描かれたことのない種類の会話だと思う」と述べた。
主要撮影は2022年8月に南スペインのアルメリア県のタベルナス砂漠地区で開始され、9月に終了した。

## 公開
プレミア上映は2023年5月17日に第76回カンヌ国際映画祭で行われた。スペインではBチーム・ピクチャーズ配給により2023年5月26日に劇場公開された。イタリアとラテンアメリカではムビ、イギリスではパテが配給する。ソニー・ピクチャーズ クラシックはアメリカ合衆国では2023年10月6日に公開し、またフランス、ベルギー、スイスやBチーム、ムビ、パテが配給権を獲得している市場を除くその他の市場でも公開する。また2023年8月13日に第27回リマ映画祭でも上映された。2023年10月には第36回東京国際映画祭のワールド・フォーカス部門で上映された。
北米での公開に先立ち、2023年9月のの第48回トロント国際映画祭でアルモドバルとの特別イベント「In Conversation With...」の一環として上映された。

## 評価

### 批評家の反応
レビュー収集サイトのRotten Tomatoesでは92件のレビューに基づいて支持率は75%、平均点は7/10となっており、「2人の人間の絆を垣間見ることができるよく出来た『ストレンジ・ウェイ・オブ・ライフ』はペドロ・アルモドバルのフィルモグラフィに短いながらも見応えのある章を加えた」とまとめられた。
『ガーディアン』のピーター・ブラッドショーは4ツ星を与えてこの映画を「ちょっとひねくれたクィア西部劇」と評し、「非常にしっかりした古風なストーリーテリングがあり、『ストレンジ・ウェイ・オブ・ライフ』はかなり古風な感がする」と付け加えた。
『バラエティ』のピーター・デブルージュはこの映画をイヴ・サンローランの「美化されたファッション・コマーシャル」と呼び、「俳優の代わりにモデルを使うことでこれが実際には何なのかが暴露される。アルモドバルと衣裳担当のヴァカレロ両方、さらに彼らの同盟関係を示したいと熱望する2人のスターにとってのブランディングの実践だ」と指摘した。
『Deadline Hollywood』のピート・ハモンドはホークとパスカルが「2人のキャラクターとその関係に信憑性と生活感をもたらしている」と評した。『ローリング・ストーン』のデヴィッド・フィアーは『ストレンジ・ウェイ・オブ・ライフ』を「主演2人の魅力を最大限に引き出した挑発的な映画」と評した。

### 受賞とノミネート
| 賞                            | 授賞式        | 部門           | 候補者                               | 結果       | 参照          |
| ----------------------------- | ------------- | -------------- | ------------------------------------ | ---------- | ------------- |
| カンヌ国際映画祭              | 2023年5月26日 | クィア・パルム | ペドロ・アルモドバル                 | ノミネート | [ 25 ] [ 26 ] |
| アストラ映画&クリエイティブ賞 | 2024年1月6日  | 短編映画賞     | 『ストレンジ・ウェイ・オブ・ライフ』 | ノミネート | [ 27 ] [ 28 ] |